# 구스타프 본 세이퍼티츠

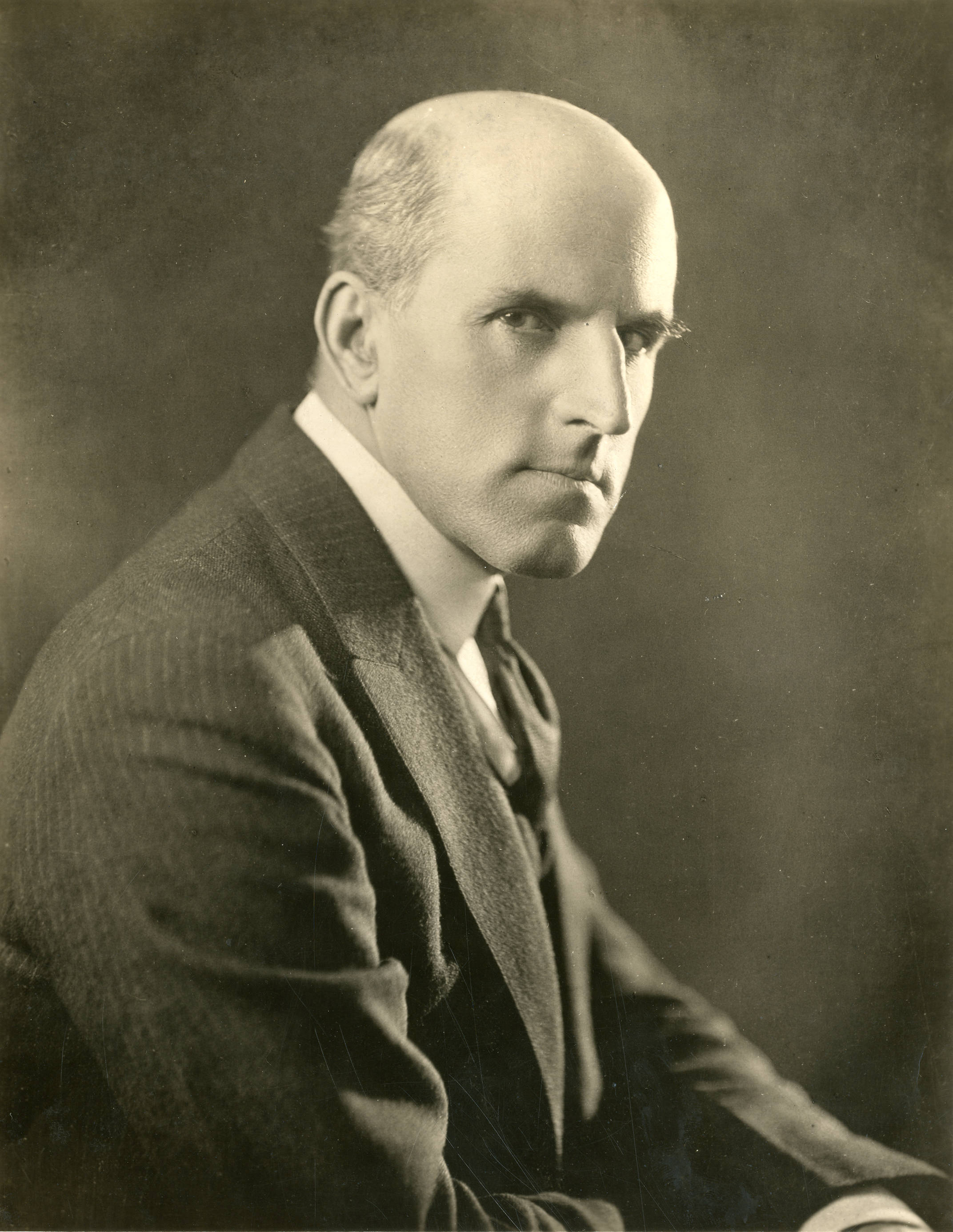

구스타프 본 세이퍼티츠(Gustav von Seyffertitz, 1862년 8월 4일 ~ 1943년 12월 25일)는 바이에른 왕국의 배우, 영화 감독, 영화배우, 연극 배우, 무대 연출가이다.
우들랜드힐스에서 사망하였다. 포리스트 론 메모리얼 파크에 매장되었다.

## 영화
- 네버 세이 다이 (1939년)
- 프랑켄슈타인 3 - 프랑켄슈타인의 아들 (1939년)
- 마리 앙투아네트 (1938년)
- 시카고 (1937년)
- 하사모테 여왕의 비밀 (1935년)
- 퀸 크리스티나 (1933년)
- 래스퓨틴 앤 더 엠프리스 (1932년) - 닥터 프란즈 울프 역
- 상하이 익스프레스 (1932년)
- 세이프 인 헬 (1931년)
- 특종 기사 (1931년)
- 케이스 오브 서전트 그리샤 (1930년)
- 뉴욕의 선창 (1928년)
- 신비로운 여인 (1928년)
- 우먼 디스퓨트 (1928년)
- 황태자의 사랑 (1927년)
- 더 구스 우먼 (1925년)
- 더 이글 (1925년)